# Pianale BMW CLAR
Il pianale BMW CLAR, chiamato anche piattaforma Cluster Architecture o piattaforma CLAR è una piattaforma automobilistica per la costruzione di autovetture sviluppata dalla casa automobilistica tedesca BMW.

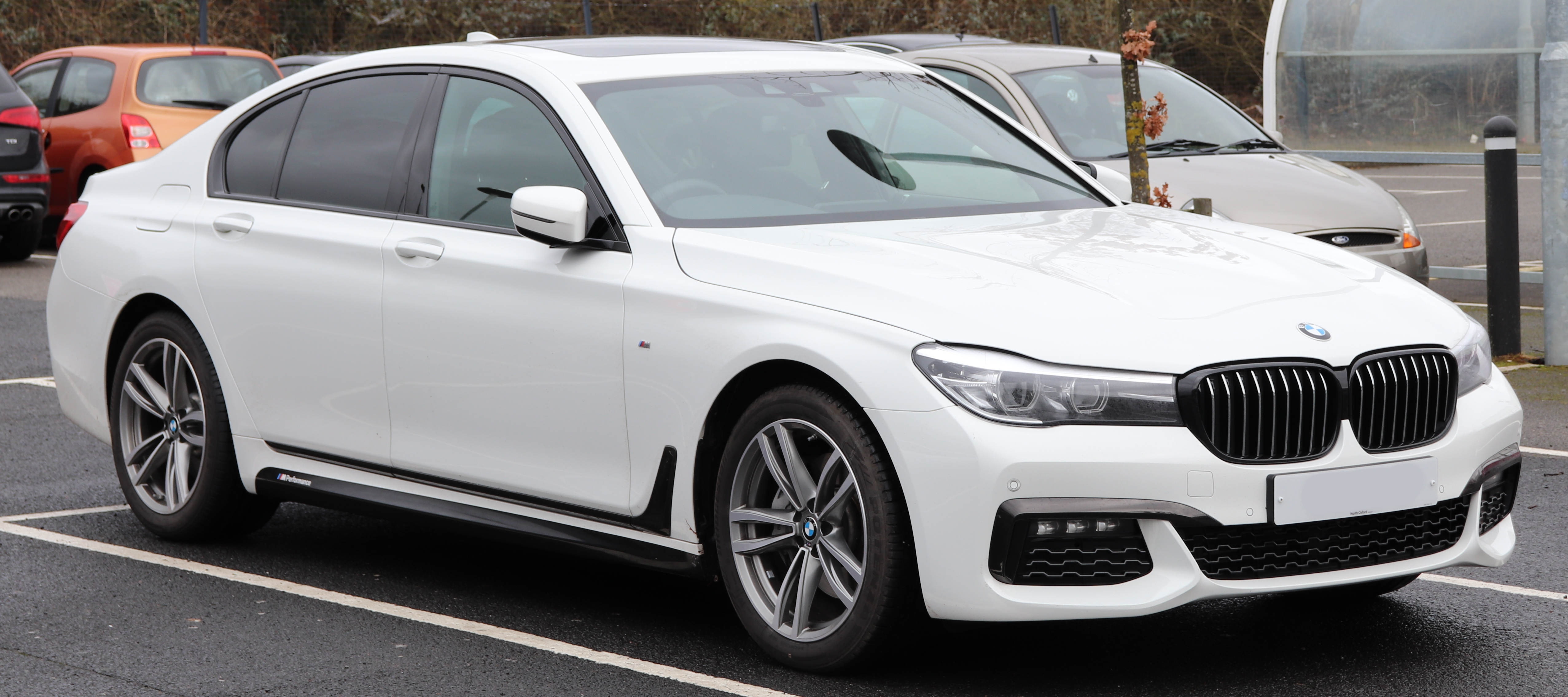
BMW Serie 7 G11, la prima ad adottare il pianale CLAR

## Descrizione
È una piattaforma modulare costruita attraverso l'utilizzo e la combinazione di acciaio, alluminio e fibra di carbonio; questi materiali vengono impiegati e combinati in base al tipo di modello. La piattaforma, realizzata per la costruzione di modelli di fascia medio-alta, può accogliere motori disposti longitudinalmente (con configurazione a 3, 4 e 6 cilindri in linea, V8 e V12) con trazione posteriore o integrale; ha debuttato sulla BMW Serie 7 G11 nel 2015. È progettata per ospitare vari livelli di elettrificazione come ibrido plug-in, motori totalmente elettrici oppure un ibrido leggero a 48 volt.
Inizialmente si chiamava 35up ma in seguito fu ribattezzato CLAR. A volte viene chiamata OKL (acronimo di Oberklasse, che in italiano significa classe di lusso).

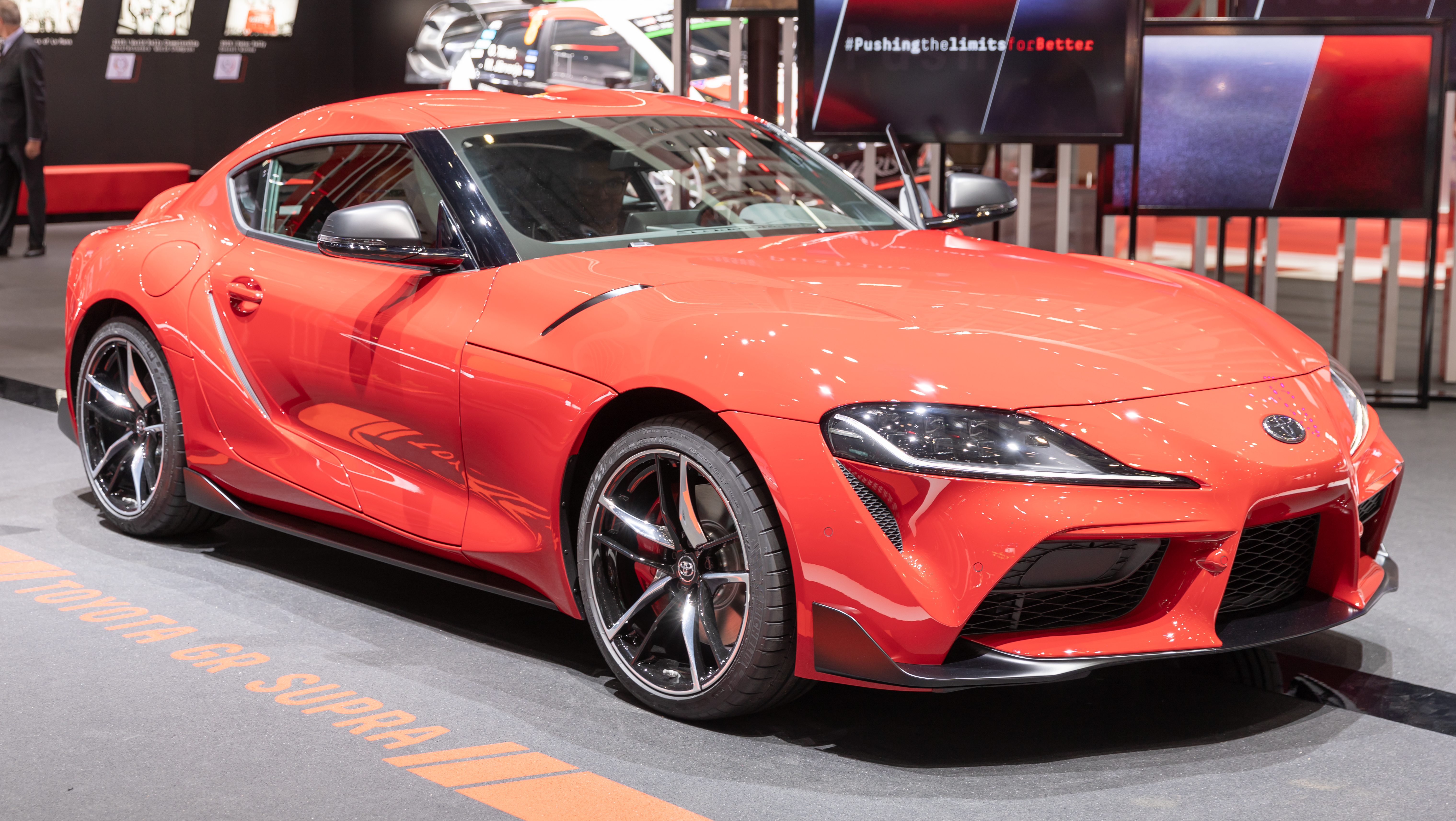
Toyota Supra

## Modelli
I modelli che adottano la CLAR sono:
- BMW G11 (2015-2022)
- BMW G30 (dal 2016)
- BMW G32 (dal 2017)
- BMW G01 (dal 2017)
- BMW G02 (dal 2017)
- BMW G05 (dal 2018)
- BMW G15 (dal 2018)
- BMW G29 (dal 2018)
- BMW G20 (dal 2019)
- BMW G07 (dal 2019)
- Toyota Supra (dal 2019)[6]
- BMW G06 (dal 2019)
- BMW G22 (dal 2020)
- BMW G16 (dal 2019)
- BMW iX (dal 2021)
- BMW i4 (dal 2021)
- BMW G42 (dal 2021)
- BMW G70 (dal 2022)
- BMW XM (dal 2022)
- BMW G60 (dal 2023)
- BMW G45 (dal 2024)